# Nicolas Laurens-Humblot
Nicolas Laurens-Humblot est un homme politique français né le 14 octobre 1788 à Villefranche-sur-Saône (Rhône) et décédé le 31 août 1853 à Paris.

## Biographie
Propriétaire, maire d'Ouilly, il est député du Rhône de 1834 à 1842, siégeant dans la majorité soutenant les ministères de la Monarchie de Juillet. Il est pair de France de 1845 à 1848.

## Sources
- « Dictionnaire des parlementaires français de 1789 à 1889 (Adolphe Robert, Edgar Bourloton et Gaston Cougny) », sur gallica BNF (consulté le 4 janvier 2014)